# 山巒村
山巒村（英語：Hillcrest Village）是位於加拿大安大略省多倫多北約克最北端的一個社區。山巒村被一些人認為是當河谷村（Don Valley Village）的一部分（當河谷村在山巒村南部與之接壤）。然而，它們是截然不同的兩個社區。山巒村的南邊是芬治路（Finch Avenue），西邊是里斯利街（Leslie Street），北邊是士刁士路（Steeles Avenue），東邊是維多利亞公園路（Victoria Park Avenue）。兩個社區皆以當河谷（Don Valley）作為東部邊界。
當河谷社區東端有着一個有趣的山坡景觀。該地區與鄧堅溪（Duncan Creek）及眾多公園相結合，擁有一些自然美景。

## 人口統計
山巒村是多倫多最受歡迎的華人區之一。迄今為止，該地區的主要族裔是華裔，而近期前往該地區定居的移民依然是來自中國大陸、香港及韓國。雖然該地區有社會住房，並且大部分居民收入低，但許多居民的收入處於最高稅級。75%以上的房屋擁有率是該地區富裕程度的另一個指標。然而，在其中一個人口普查軌道中，低收入階層幾乎沒有什麼變化，許多中等收入階層的人正在逐漸上升至高收入階層。
出於比較的原因，在2011年全國家庭調查中，山巒村的人口普查軌道中約有64%的移民、34%的非移民及2%的非永久居民。自2006年以來，移民人數略有增加，考慮到山巒村內的大量居民，移民人數的增加並不明顯。

## 教育

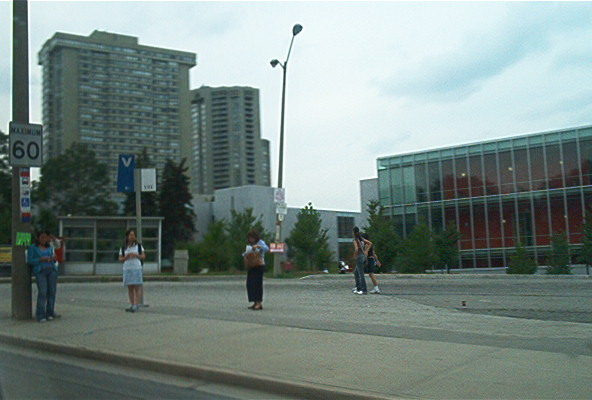
位於山巒村社區內的一所辛力加學院（Seneca College）紐咸校區（Newnham Campus）。

三個公校教育局在山巒村運營學校。多倫多天主教教育局（TCDSB）是一個天主教的公校局，而維亞蒙德公校局（Conseil scolaire Viamonde，簡稱CSV）及多倫多公校教育局（TDSB）是世俗的公校局，前者是法語公校局，後者是英語公校局。山巒村由上述公校局運營的小學包括：
- Arbor Glen Public School (TDSB)
- Cliffwood Public School (TDSB)
- Cherokee Public School (TDSB)
- Cresthaven Public School (TDSB)
- École élémentaire Paul-Demers (CSV)
- Highland Middle School (TDSB)
- Hillmount Public School (TDSB)
- Our Lady of Mount Carmel Catholic School (TCDSB)

TDSB目前是唯一一家在社區運營中學的公校局，即昃臣中學（A. Y. Jackson Secondary School）。
除了初等教育和中等教育，山巒村也是辛力加學院紐咸校區（Newnham Campus）的所在地。辛力加學院是一所公立的專上院校。除了位於山巒村的校區外，該學院還在整個大多倫多地區設有校區。

## 運輸
多倫多公車局（TTC）為該地區提供公共運輸服務。TTC運營着多條穿過該社區的巴士路線，包括42號金馬巴士線（42 Cummer）、53號士刁士巴士線（53 Steeles East）、51號里斯利巴士線（51 Leslie）、25號當妙斯巴士線（25 Don Mills）、39號芬治東巴士線（39 Finch East）及24號維多利亞公園巴士線（24 Victoria Park）。除TTC外，約克區公車局（York Region Transit）的巴士也沿當妙斯道（Don Mills Road）前往約克區，主要為來往辛力加學院紐咸校區的乘客服務。

## 外部連結
- 多倫多市政府網站上的山巒村 （页面存档备份，存于）社區概況|               |                 | 德民坊 (萬錦) | 美麗徑 (萬錦) |  |
| 灣景林-士刁士 |                 | 灣景林-士刁士 |               |  |
| 灣景林-士刁士 | \| \| 山巒村 \| | 灣景林-士刁士 |               |  |
| 灣景林-士刁士 |                 | 灣景林-士刁士 |               |  |
| 灣景村        | 當河谷村        | 快樂景        |               |  |
|               | 山巒村          |               |               |  |

43°48′00″N 79°21′32″W / 43.800°N 79.359°W